# رفراندوم سان‌مارینو (۲۰۱۹)
رفراندوم سان‌مارینو در روز دوم ژوئن ۲۰۱۹ به پیشگامی شهروندان انجام گرفته بود. این رفراندوم ضرورت اصلاحاتی در نظام انتخاباتی این کشور بود تا ۳۰ روز پس از انتخابات سراسری دور دوم انتخابات برگزار شود، زیرا هیچ‌کدام از احزاب نتوانستند یک دولت ائتلافی شکل دهند. یکی دیگر از اصلاحیه‌های قانون اساسی پیشنهاد شده توسط دو رئیس کشور سان‌مارینو بود که گرایش جنسی را به فهرست قانون تبعیض‌های ممنوع اضافه می‌کرد.
این نتیجه رأی مجمع عمومی ۶۰ نفره مجلس نمایندگان سان‌مارینو در مورد اصلاحیه عدم رعایت دو سوم رأی را رد کرد.
هر دو پیشنهاد توسط رای‌دهندگان تصویب شد.

## نتایج
| سؤال                                 | موافق | موافق | مخالف | مخالف | غیرمعتبر/ سفید | جمع آرا | ثبت‌نام شده رای‌دهندگان | مشارکت | نتیجه     |
| سؤال                                 | آرا   | %     | آرا   | %     | غیرمعتبر/ سفید | جمع آرا | ثبت‌نام شده رای‌دهندگان | مشارکت | نتیجه     |
| ------------------------------------ | ----- | ----- | ----- | ----- | -------------- | ------- | --------------------- | ------ | --------- |
| پیشگامی مردمی در اصلاح نظام انتخابات | ۸٬۵۵۴ | ۶۰٫۵۸ | ۵٬۵۶۶ | ۳۹٫۴۲ | ۳۴۴            | ۱۴٬۴۶۴  | ۳۴٬۴۵۸                | ۴۱٫۹۸  | تایید شده |
| ممنوعیت تبعیض بر اساس گرایش جنسی     | ۹٬۹۹۶ | ۷۱٫۴۶ | ۳٬۹۹۲ | ۲۸٫۵۴ | ۴۵۲            | ۱۴٬۴۴۰  | ۳۴٬۴۵۸                | ۴۱٫۹۱  | تایید شده |
| منبع: Libertas                       |       |       |       |       |                |         |                       |        |           |